# Enrique Fernández Arbós
Enrique Fernández Arbós (Madrid, 24 de diciembre de 1863–San Sebastián, 2 de junio de 1939) fue un violinista, director de orquesta y compositor español. Es uno de los principales representantes de la escuela violinística española.

## Biografía
Su madre era natural de Ferrol, y en esa ciudad gallega vivió el futuro concertista los primeros años de su infancia. Su contacto con la música se inició durante su etapa formativa en el Real Conservatorio de Madrid con el violinista Jesús de Monasterio, con el cual establecería una estrecha relación. En 1876 obtiene el Primer Premio de Violín del Conservatorio y, becado por la infanta Isabel de Borbón, se traslada en 1877 a Bruselas.
Continúa allí sus estudios de perfeccionamiento y virtuosismo de violín con Henri Vieuxtemps, y de composición con Kufferath (discípulo de Mendelssohn) y Gevaert. Allí coincide con Isaac Albéniz (de quien terminaría realizando la orquestación de la suite Iberia) y en 1879 obtiene el Primer Premio y medalla de oro en la clase de violín y Mención Honorífica en la clase de composición. 

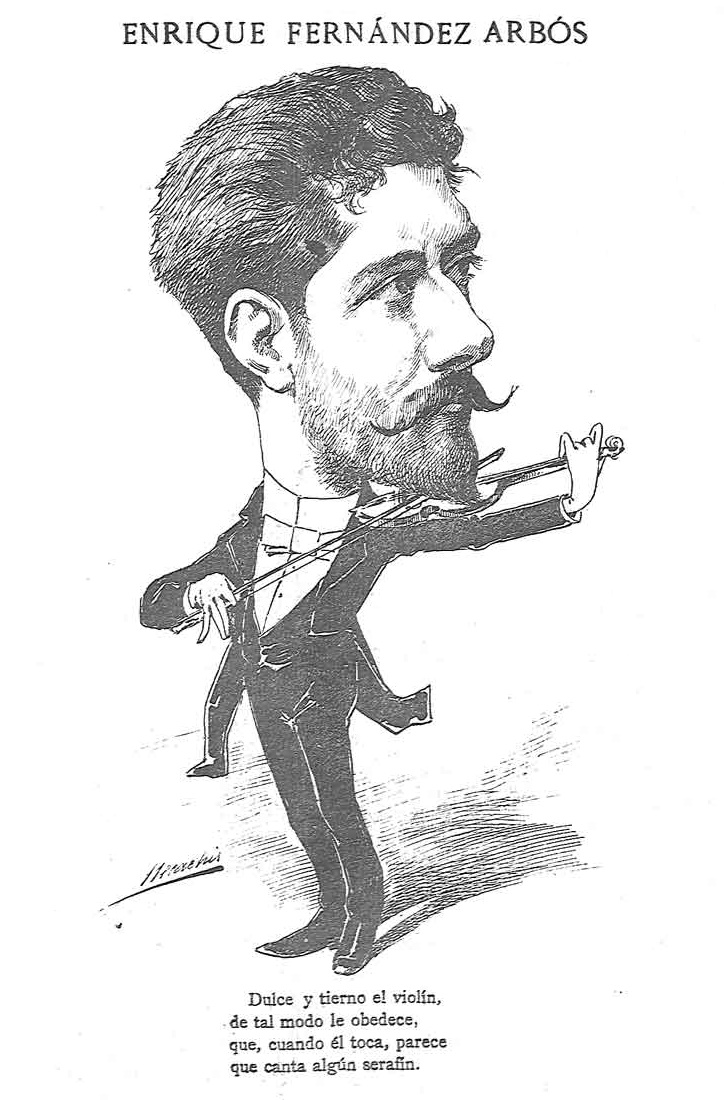
Caricaturizado por Mecachis en Madrid Cómico (1888).

En 1880 marcha a Berlín para estudiar con Joseph Joachim. Allí coincide con el gran violonchelista español Agustín Rubio que estudiaba con Robert Hausmann. Arbós y Rubio estudiaron también música de cámara con Joachim y, a través de su maestro, conocieron al gran compositor Johannes Brahms con quien trabajarían algunas de sus obras de cámara. Arbós se afinca en la capital alemana y debuta con la Orquesta Filarmónica de Berlín, en la cual fue concertino durante varios años. Realiza numerosas giras como solista por Francia, España, Reino Unido y Estados Unidos y en 1888 regresa a Madrid para actuar como solista con la Orquesta de la Sociedad de Conciertos que dirige Tomás Bretón. Al año siguiente funda en esta ciudad la Sociedad de Música de Cámara y el Cuarteto Arbós, formado por propio Arbós, primer violín, José Agudo, segundo violín, Rafael Gálvez, viola, y Agustín Rubio, chelo. A partir de 1889 desarrolla una intensa actividad concertística en España tanto como solista como miembro del cuarteto.  En la década de 1890, el cuarteto actuaba frecuentemente junto a Isaac Albéniz y, cuando eso ocurría, se llamaban Quinteto Albéniz. Más adelante, 1904, Arbós formaría, junto a Agustín Rubio y Albéniz, el Trío Ibérico.
En el Conservatorio de Madrid y el de Hamburgo se destaca como docente, y en 1894 es nombrado profesor de violín del Royal College of Music en Londres, donde fue profesor de Maud McCarthy (virtuosa del violín y futura esposa del compositor John Foulds). En este viaje a Inglaterra le acompañó su inseparable amigo el chelista Agustín Rubio. Aunque ambos viajaron frecuentemente a España para ofrecer conciertos, Rubio se afincaría en Londres creando una gran escuela violonchelística, mientras que Arbós regresaría definitivamente a Madrid hacia 1910 para dedicarse a la cátedra de violín del Conservatorio y especialmente a su puesto de director titular de la Orquesta Sinfónica de Madrid. 

En 1903 es nombrado concertino de la Orquesta Sinfónica de Boston y en 1904 director de la orquesta del Gran Casino de San Sebastián. Ese mismo año, dirige por primera vez la Orquesta Sinfónica de Madrid, de la que sería nombrado director titular en 1905. Con esta formación realiza giras por España, Europa y América, adquiriendo fama internacional. También dirige la Orquesta Sinfónica de Boston durante una temporada. En 1905 también funda la sociedad de conciertos The Concert Club en Londres. 

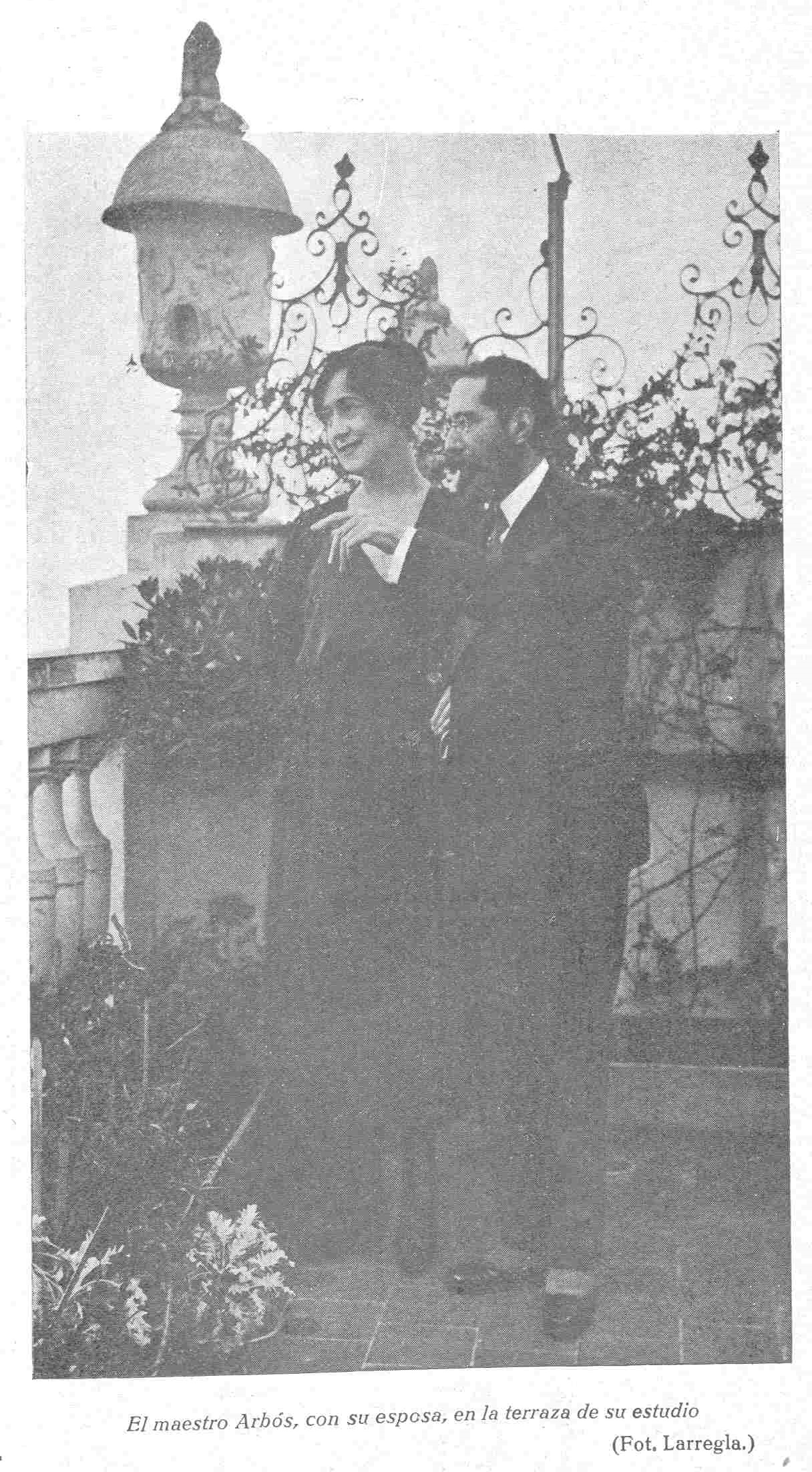
El maestro Arbós, fotografiado en 1920 con su esposa en la terraza de su estudio.

La actividad internacional de Arbós como director prosiguió durante años con conciertos en París, Roma, Moscú, Budapest, Burdeos, Lisboa, Winterthur, Cleveland y Nueva York, entre otras.

## Principales obras

### Música de cámara
- Tres piezas originales al estilo español op. 1: "Bolero", "Habanera" y "Seguidillas gitanas", para grupo de cámara (piano, violín y violonchelo)
- Tango op. 2
- Seis Rimas de Gustavo Adolfo Bécquer
- Cuatro canciones para la marquesa de Bolaños
- Pieza de concurso

### Música orquestal
- Pequeña suite española, para orquesta
- Tres piezas, para violín y orquesta

### Zarzuelas
- El centro de la tierra (1895), viaje cómico-lírico en dos actos con libreto de Celso Lucio y Ricardo Monasterio

### Orquestación
- Suite "Iberia", de Isaac Albéniz